# TTC Troisdorf
Der TTC Troisdorf, früher TTC Spich, ist ein Tischtennisverein aus Troisdorf. Überregional bekannt wurde er durch seine Damenmannschaft, die mehrere Jahre lang in der Bundesliga spielte.
Der vollständige Vereinsname lautet Tischtennis-Club Troisdorf 1969 e.V.

## Vereinsgeschichte
Der Verein wurde am 17. Januar 1969 unter dem Namen TTC Spich auf Initiative von Herbert Graf († 2007) gegründet. Am erfolgreichsten war die Damenmannschaft, die von 1989 bis 1995 nach mehreren Aufstiegen die 2. Bundesliga Nord erreichte. 2004 gelang als Tabellenvierter der Aufstieg in die 1. Bundesliga, weil mehrere Mannschaften verzichteten. 2005 nannte sich der Verein um in TTC Troisdorf. Das Team hielt sich vier Jahre lang in der Oberklasse, in der Saison 2006/07 spielte zudem die 2. Damenmannschaft in der 2. Bundesliga. Da die Stadtwerke Troisdorf als Hauptsponsor Anfang der Saison 2007/08 die Förderung um 80 Prozent kürzte, verließen die Spitzenspielerinnen den Verein, die Aufrückerinnen aus der 2. Mannschaft waren in der 1. Bundesliga ohne Chance. 2008 stieg das Team in die 2. Bundesliga ab und konnte auch hier die Klasse nicht halten.
In der Saison 2012/13 traten die Damen in der Oberliga und die Herren in der Verbandsliga an.